# ISO 3166-2:TK
ISO 3166-2:TKはISOの3166-2規格のうち、TKで始まるものである。ニュージーランド領トケラウの行政区分コードを意味する。トケラウはISO 3166-1(ISO 3166-1 alpha-2)で、TKを国コードとして割り振られている。ISO 3166-2:TKに対応する行政区分コードの割り当てはない。